# Ludwig Bamberger
Ludwig Bamberger (Magonza, 1823 – Berlino, 1899) è stato un politico e banchiere tedesco.

## Origini
Era proveniente da famiglia ebraica; il padre era un commerciante di Magonza che finì per fare il banchiere senza lasciare tuttavia il commercio. La madre proveniva dalla famiglia Bischoffsheim, la cui banca negli anni 1830 aveva raggiunto dimensioni internazionali. Il padre, pur essendo piuttosto benestante, non apparteneva alla comunità delle più economicamente eminenti personalità della città.
Bamberger aveva sei tra fratelli e sorelle. Il più anziano di essi, Rudolph, subentrò al padre nella gestione delle imprese di famiglia.

## Biografia
Durante i moti del 1848 capeggiò la rivoluzione nel Palatinato bavarese e fu perciò esiliato a Parigi, ove pubblicò l'opuscolo Viva l'Italia (1859) in cui esortava i tedeschi a sottrarsi all'egemonia austriaca approfittando dell'insurrezione risorgimentale italiana.
Dopo essere stato amnistiato fu eletto deputato al primo Reichstag dell'Impero tedesco nel 1871.

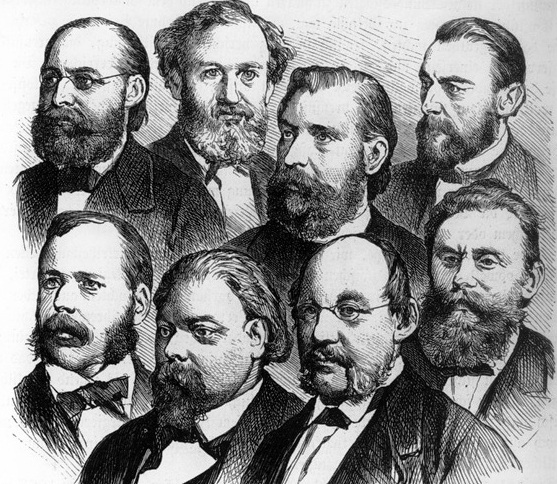
Leader politici del partito Nazionale-Liberale; fila in alto, da sinistra verso destra: Wilhelm Wehrenpfennig, Eduard Lasker, Heinrich von Treitschke, Johannes Miquel – fila in basso, da sinistra verso destra: Franz von Roggenbach, Karl Braun, Rudolf Gneist, Ludwig Bamberger

Fu leader del Partito Nazionale-Liberale prussiano e nel 1870 fu uno dei fondatori della Deutsche Bank.